# Charadrella
Charadrella este un gen de muște din familia Muscidae.

Cladograma conform Catalogue of Life:
| Charadrella | \| \| Charadrella albuquerquei \| \| \| \| \| \| Charadrella macrosoma \| \| \| \| \| \| Charadrella malacophaga \| \| \| \| |
|             | \| \| Charadrella albuquerquei \| \| \| \| \| \| Charadrella macrosoma \| \| \| \| \| \| Charadrella malacophaga \| \| \| \| |
|             | Charadrella albuquerquei |
|             | |
|             | Charadrella macrosoma |
|             | |
|             | Charadrella malacophaga |
|             | |